# Rayman Legends
Rayman Legends é um jogo de plataformas produzido pela Ubisoft Montpellier e e publicado pela Ubisoft. É o quinto jogo principal da série Rayman e uma sequela direta do jogo de 2011, Rayman Origins.
Anunciado inicialmente como um jogo exclusivo para a Wii U, Rayman Legends foi lançado mundialmente para Microsoft Windows, PlayStation 3, Xbox 360 e PlayStation Vita a 30 de Agosto de 2013 na Europa e 3 de Setembro de 2013 na América do Norte. Um modo de Desafio foi lançado na Wii U eShop a 25 de Abril de 2013. Foi editado em Fevereiro de 2014 para PlayStation 4 e Xbox One. Um port para Nintendo Switch, intitulado Rayman Legends Definitive Edition, foi lançado na América do Norte, Europa e Austrália em 12 de setembro de 2017. Em 23 de Novembro de 2021 foi lançado uma versão para o Google Stadia.
Rayman Legends foi bem recebido pelos críticos com análises muito positivas. Os sites de criticas agregadas GameRankings e Metacritic dão à versão PlayStation 3 93.33% e 92/100, à versão Xbox 360 88.84% e 89/100 e à versão Wii U 91.67% e 91/100, respectivamente.

## Jogabilidade
O jogo tem o estilo um pouco parecido com Rayman Origins, o seu antecessor, na qual múltiplos jogadores correm, saltam e esmurraçam abrindo caminho pelos níveis. Os Lums podem ser colecionados ao ser tocados, derrotando inimigos, ou libertando Teensies. Juntamente com Rayman, Globox, e os Teensies, os jogadores também podem controlar Barbara, uma mulher viquingue. Além de Barbara, ao longo do jogo, é possível se aventurar e desbloquear o restante das mulheres viquingues, todas elas com aparência diferente, porém, o jogo peca por não dar uma personalidade diferente a cada uma delas.
Em adição aos personagens principais, Murphy a fada, que apareceu pela primeira vez em Rayman 2: The Great Escape, aparece como uma personagem em que apenas dá assistência. As versões Wii U e PlayStation Vita permitem que um jogador adicional controle Murfy usando a tela sensível a toque do PlayStation Vita e , no caso do Wii U, o GamePad. Nas versões PlayStation 3 e Xbox 360, Murphy é controlado pelo computador e pode ser activado para interagir com os botões de controle. Murfy tem várias ações como cortar cordas, activar vários mecanismos, agarrar inimigos e assistência ao coleccionar Lums. Alguns níveis também misturam plataformas para o Rayman e os amigos com o ritmo da jogabilidade de Murfy. A Ubisoft também revelou que na maior parte do jogo, o jogador controla Rayman e os outros personagens, temporariamente trocando para Murfy, durante certas secções. Finalizar um nível uma vez desbloqueia a versão 'Invaded' deste, em que o nível foi redesenhado com outros objectivos ou mais inimigos. O jogo tem mais de 120 níveis para finalizar. Legends também inclui 40 níveis redesenhados retirados de Rayman Origins.

## Historia
Rayman, Globox, e os Teensies estão a dormir há mais de um século. Durante esse tempo, os pesadelos do Bubble Dreamer começaram a crescer em numero e em força, mergulhando o mundo no caos mais uma vez mais e ainda por cima, captura a Barbara as suas companheiras princesas guerreiras.

## Desenvolvimento
O jogo foi revelado num retalhista online, que afirmava que o próximo "Rayman Origins 2" iria incluir dragões, vampiros, fantasmas, e muito mais, em adição a outras características do seu antecessor. Subsequentemente, a Ubisoft registou os nomes de domínio "RaymanLegends.com" e "Rayman-Legends.com."
Em abril de 2012, o primeiro vídeo do jogo surgiu na internet, revelando muitos detalhes, incluindo novos personagens jogáveis, a inclusão de online no modo multiplayer e em socializações. No fim do vídeo aparece as características exclusivas da Wii U - o que pressupôs que não seria a única plataforma - como o uso de NFC para fazer figuras que tocam na tela do GamePad aparecerem no jogo, como demonstrado com os Rabbids e, brincando, com uma figura de Ezio Auditore da Firenze da série Assassin's Creed. A Ubisoft acabou por confirmar mais tarde que o jogo estava a ser produzido, afirmando que o vídeo é "projetado apenas como um vídeo interno de demonstração, que não representa o jogo final, o console final e as suas características."
O jogo foi oficialmente revelado para a Wii U e demonstrado pela Ubisoft na Electronic Entertainment Expo 2012. Murfy (ou Murphy) apareceu como uma personagem jogável na demonstração. Apesar de o jogo ter sido apenas confirmado para a Wii U, Michael Micholic dirigente sénior da Ubisoft, afirmou que a empresa está a pensar em versões para a PS3, Xbox 360 e PC de Rayman Legends porque "estão a considerar uma série de diferentes lançamentos". Logo depois do trailer de Rayman Legends ser liberado na internet, Michel Ancel declarou que Rayman Origins não é somente um jogo, pois a Ubisoft pretende criar outros jogo em 2D da série Rayman dando muito mais detalhes sobre a historia de Rayman. Um vídeo mostrado na Gamescom 2012 revelou que o jogo seria exclusivo para a Wii U.
No dia 13 de dezembro de 2012, a Ubisoft colocou uma demo do jogo no Nintendo eShop do Wii U.
Teria sido editado originalmente a 30 de Novembro de 2012 (como um titulo Wii U), no entanto, a 8 de Outubro de 2012, foi anunciado que havia atrasos na produção e que o jogo seria adiado. A data de lançamento oficial foi revelada a 26 de Fevereiro de 2013, com o anuncio que Legends seria editado durante o mês de Setembro de 2013, para que o titulo tivesse um lançamento simultâneo na PlayStation 3 e na Xbox 360.
Este atraso foi mal recebido pelos jogadores e críticos porque a produtora já tinha finalizado a versão para Wii U. Os fãs criaram então uma petição para que o jogo fosse editado na data original, que contou com mais de 11,000 assinaturas. Para amenizar a situação, a Ubisoft disse que a Wii U iria ter uma demonstração exclusiva no futuro, no entanto essa informação também foi mal recebida. A equipa que trabalhou no jogo também mostrou o seu desagrado pelo atraso, incluindo Michel Ancel, o criador da série.
Em resposta ao atraso, a equipa de produção anunciou que irão lançar em Abril de 2013 o modo "Desafios Online", gratuito via Nintendo eShop. Este modo inclui desafios diários em um de cinco cenários, um dos quais exclusivo para Wii U, com tabelas de pontuação online e "função fantasma". Também foi dito que com o tempo extra para produzir, iriam ser incluídos novos níveis, inimigos e mais características ao jogo. Em 24 de Fevereiro de 2013 foi dito pela imprensa que Michel Ancel e a sua equipa de Montpellier poderiam deixar a produção devido à controvérsia, mas a Ubisoft negou tais rumores.

## Marketing
A GameStop ofereceu vários fatos específicos baseados nas séries Splinter Cell e Assassin's Creed como bónus de pré-reserva. Fatos baseados em Splinter Cell e em Prince of Persia estarão disponíveis para a versão PlayStation Vita, juntamente com níveis exclusivos de Murphy. Exclusivo para a Wii U são os fatos de Mario e Luigi, que podem ser desbloqueados depois de vinte minutos a jogar Legends.
A 23 de Agosto de 2013, a aplicação Rayman Legends Musical Beatbox ficou disponível na internet, ITunes e aparelhos Android. A aplicação permite criar musicas, ou usando o Legendary Mode, que permite editar a musica do jogo com três escolhas: "Teensies in Trouble", "20000 Lums Under the Sea", e "Fiesta de los Muertos".

## Recepção

### Pré-Lançamento
A IGN considerou Rayman Legends como o "Melhor Jogo de Plataformas" da E3 2012.

### Pós-Lançamento
Rayman Legends foi bem recebido pelos críticos com análises muito positivas. Os sites de criticas agregadas GameRankings e Metacritic dão à versão PlayStation 3 93.33% e 91/100, à versão Xbox 360 88.84% e 88/100 e à versão Wii U 91.67% e 91/100, respectivamente.
Ainda que o jogo tenha sido aclamado pela crítica especializada, e também bem recebida pelos jogadores mais entusiastas, e Ubisoft considera que as vendas ficaram bem abaixo do esperado, com apenas 1 milhão de cópias vendidas. O surpreendente adiamento do jogo fez com que o lançamento ficasse próximo de blockbusters como GTA V, o jogo mais aguardado de toda a geração. Custo alto de revenda também é considerado, o jogo foi lançado com o preço padrão de $59,99, valor alto para um jogo com público muito específico.
Jose Otero da IGN deu a pontuação de 9.5/10, elogiando a jogabilidade e o desenho dos níveis, dizendo que "Naturalmente, Rayman começa simplesmente com correr, saltar e esmurraçar, mas antes que dês por isso já passaste várias armadilhas mortais, lutaste contra enormes chefes e jogaste em níveis de desafio fantásticos que parecem vídeos de musica da década de 1990. Cada vez que encontrava um nível favorito, o próximo acabava sempre por o substituir", mas no entanto criticou a ausência de cooperativo online. Tom Mc Shea da GameSpot deu ao jogo a pontuação 9.0/10 elogiando as suas mecânicas, o desenho dos níveis e o cooperativo local. Também a Edge deu a pontuação de 9/10 elogiando aquilo que diz ser "um dos jogos de plataforma mais jubilante, vivo e de coração aberto que apareceu de há muito tempo para cá".
GameTrailers deu a pontuação de 9.1, afirmando que o jogo cooperativo usando o Wii U GamePad "apenas serve para complementar o desenho do jogo." A GamesRadar deu 4.5 em 5 estrelas, elogiando a apresentação e variedade dos níveis, enquanto critica o multijogador que por vezes se torna caótico e algumas secções em que se usa o ecrã táctil enquanto se jogo sozinho.
Danielle Riendeau da Polygon deu a pontuação de 8.5/10 dizendo que Legends é "um desafio lindamente desenhado [...] como Origins antes, Rayman Legends é polido, bonito e viciante" mas criticou a maior dificuldade encontrada nos chefes mais tardios e em alguns níveis. Jim Sterling da Destructoid também deu a mesma pontuação de 8.5/10 concluindo que "Charmoso, engraçado, e apenas por vezes desesperante, Rayman Legends é aquele tipo de jogo que torna esta industria um melhor lugar pela sua existência."